# Dolichopus grandis
Dolichopus grandis är en tvåvingeart som beskrevs av Aldrich 1893. Dolichopus grandis ingår i släktet Dolichopus och familjen styltflugor. Inga underarter finns listade i Catalogue of Life.